# Hjärtat åstundar din närhet
Hjärtat åstundar din närhet är en sång med text från 1907 av Theodor Westergaard och som sjungs till en folkmelodi från Eidsvoll i Norge.

## Publicerad i
- Frälsningsarméns sångbok 1968 som nr 161 under rubriken "Helgelse".
- Frälsningsarméns sångbok 1990 som nr 411 under rubriken "Helgelse".
- Sångboken 1998 som nr 47.